# Mapai
Mapai (Hebraisk: מפא"י, et akronym for מִפְלֶגֶת פּוֹעֲלֵי אֶרֶץ יִשְׂרָאֵל, Mifleget Poalei Eretz Yisrael, "Landet Israels Arbejderparti") var et centrum-venstre parti i Israel. Partiet blev grundlagt i 1930 ved en sammenlægning mellem partierne Hapoel Hatzair og det oprindelige Ahdut HaAvoda. Partiet var det dominerende parti i Israels politik frem til 1968, hvor partiet fusioneredes ind i det nuværende israelske arbejderparti.
Ved valget til Knesset i 1965 stillede partiet op som en del af den nyetablerede socialistiske arbejderpartialliance (Labour Alignment). Arbejderalliancen blev efter få år opløst og førte til grundlæggelsen af Arbejderpartiet.

## Generalsekretærer
- 1930–1953 – David Ben-Gurion
- 1953–1955 – Moshe Sharett
- 1955–1963 – David Ben-Gurion
- 1963–1968 – Levi Eshkol